# Bayiri, la patrie
Pour plus de détails, voir Fiche technique et Distribution.
Bayiri, la patrie est un film dramatique Burkinabè réalisé par S. Pierre Yaméogo et sorti en 2011. Coproduit entre le Burkina Faso et la France, le long métrage traite de l’exil des migrants burkinabè en Côte d’Ivoire sur fond de guerre civile et de la condition des réfugiés en Afrique de l’Ouest.

## Synopsis
Lors d’un coup d’État en Côte d’Ivoire, un village ivoirien principalement peuplé de Burkinabè est attaqué, entraînant l’exil forcé de ses habitants. Durant l’exode, Biba est séparée de sa mère. À la frontière ivoirienne, elle est victime de fouilles militaires tandis que sa mère atteint la frontière burkinabè et rejoint un camp de réfugiés. La mère de Biba fait appel à Zodo, un coupeur de route, pour retrouver sa fille. Zodo retrouve Biba et tombe amoureux d’elle. Biba fait croire à Zodo qu’il est le père de son enfant. Elle reste dans le camp de réfugiés pendant sa grossesse et y découvre la solitude, l’errance, la maladie et la mort. Le film aborde la vulnérabilité des migrants et les conditions difficiles dans les camps, en particulier pour les femmes,.

## Production
Le film est coproduit par Dunia Productions, Chorus Films, Sol’œil Films, Babilla Ciné et Canal Horizon, avec le soutien de l’Union européenne (Fonds européen de développement), du Groupe des États ACP, de l’Organisation internationale de la Francophonie (OIF/CIRTEF), du Ministère français des Affaires étrangères, du Fonds Images Afrique et de Canal Plus Horizons. Une subvention EuropeAid de 395 207 € est accordée le 22 octobre 2009.
Le tournage se déroule intégralement au Burkina Faso, dans un rayon de 25 km autour de Ouagadougou. Le site qui hébergeait les sinistrés de l’inondation du 1er septembre 2009 est utilisé comme décor pour plusieurs scènes.

## Fiche et équipe technique

### Fiche
- Réalisateur et scénariste : S. Pierre Yaméogo
- Durée : 90 minutes
- Genre : drame[4]
- Type : fiction
- Langue : français
- Format : 35 mm, couleur, 1.85, son DTS
- Date de production : 2011
- Date de distribution: 14 juin 2017[5],[6]

### Distribution
- Tina Hatou Ouédraogo : Biba
- Bil Aka Kora : Zodo
- Blandine Yaméogo : Zalissa
- Aïda Kaboré : Mouna
- Madina Traoré : Marie[7]
- Abdoulaye Komboudri : Opposant
- Joseph Traoré : Joseph
- Simon Kaboré : Caramogo
- Maxime Sawadogo : B. Silga
- Mahamadi Nana : Chef Momo

### Équipe
- Chef opérateur : Jürg Hassler[8]
- Ingénieur du son : Lallé Isidore Sam
- Montage : Manuel Pinto
- Musique originale : Rémi Dapere, Ludwig Gorhan
- Musiques additionnelles : Bil Aka Kora, Jean-Loup Morette[9]
- Thème musical : Djeli Moussa Diawara
- Directeur artistique : Pierre Rouamba
- Chef décorateur : Grégoire Marie Noudehou
- Caméras : Marc De Backer, Jean-Christophe Dupuy
- Mixage : Guillaume Limberger
- Directeur de production : Serge Bayala

## Diffusion et réception
Bayiri, la patrie est présenté au Festival Ciné Droits Libres en 2012 et Canal Horizon Canal Horizon préachète les droits de diffusion. Malgré ces acquisitions, le film a une diffusion limitée et n’est pas sélectionné au FESPACO 2017 pour des raisons diplomatiques et politiques. Bien que réalisé en 2011, le film n’a été distribué qu’en 2017.

## Critiques
Les analyses tend vers le regard humaniste de S. Pierre Yaméogo, qui dépeint des personnages ambigus, loin des oppositions simplistes entre « bons » et « méchants ». Le film met en évidence les souffrances des femmes dans les contextes de guerre, mais également les contradictions sociales et politiques liées à l’ivoirité et au sort des diasporas.